# Preference ranking organization method for enrichment evaluation
Pour les articles homonymes, voir Prométhée (homonymie).
PROMETHEE (acronyme de preference ranking organisation method for enrichment evaluations) est une famille de méthodes d'aide à la décision multicritère développée en Belgique. Depuis 1983, les méthodes PROMETHEE ont connu de nombreuses évolutions à l'initiative de leurs auteurs Jean-Pierre Brans et Bertrand Mareschal  de l'Université Libre de Bruxelles et de la Vrije Universiteit Brussel.
PROMETHEE est une approche prescriptive d'analyse multicritère de problème présentant un nombre d'actions (ou décisions) évaluées selon plusieurs critères. Elle est associée à l'approche descriptive, qui permet de visualiser les conflits et les synergies entre critères, GAIA (geometrical analysis for interactive aid).
Les méthodes PROMETHEE peuvent être utilisées via des logiciels interactifs, tels que Decision Lab 2000, D-Sight et PROMETHEE.

## Présentation
La preference ranking organization method for enrichment of evaluations et son complément descriptif la geometrical analysis for interactive aid sont mieux connues sous les noms PROMETHEE et GAIA. Ce sont des méthodes multi-critères aide à la décision qui appartiennent à la famille des méthodes de surclassement initiées par le professeur Bernard Roy avec les méthodes ELECTRE. Les méthodes PROMETHEE et GAIA offrent à la fois une approche prescriptive et descriptive de l'analyse des problèmes multicritères discrets. 
PROMETHEE se distingue d'ELECTRE par le fait qu'elle construit une relation de surclassement valuée traduisant une intensité de préférence. On peut considérer que la méthode PROMETHEE est à mi-chemin entre l'approche de surclassement et les méthodes de MAUT dont elles utilisent les méthodes de construction des fonctions d'utilité partielles.
L'approche prescriptive, nommée PROMETHEE, fournit au décideur à la fois un classement complet et partiel des actions (ou alternatives) à choisir.
L'approche descriptive, nommée GAIA, permet au décideur de visualiser les principales caractéristiques d'un problème de décision. Elle permet ainsi d'identifier facilement les conflits ou les synergies entre les critères, d'identifier des groupes d'actions et de mettre en évidence des performances remarquables.
Les éléments de base de la méthode PROMETHEE ont d'abord été présentés par le Professeur Jean-Pierre Brans (CSOO, VUB Vrije Universiteit Brussel) en 1982. Elle a ensuite été développée et mise en œuvre par le professeur Jean-Pierre Brans et le professeur Bertrand Mareschal (Solvay Brussels School of Economics and Management, Université ULB Libre de Bruxelles), en y incluant des extensions telles que GAIA.
PROMETHEE a été utilisé avec succès dans de nombreux contextes décisionnels dans le monde entier. Une liste non exhaustive des publications scientifiques sur les extensions, les applications et les discussions relatives aux méthodes PROMETHEE  a été publiée récemment.

## Méthode

### Matrice multicritère
Tout d’abord, il faut déterminer la matrice des k critères selon les n différentes alternatives (ou actions) en attribuant un poids ( {\displaystyle w_{i}}) à chaque critère selon leur importance :
Soit {\displaystyle A=\{a_{1},..,a_{n}\}} l'ensemble de n actions (ou alternatives).
Soit {\displaystyle F=\{f_{1},..,f_{q}\}} l'ensemble des q critères (ou paramètres).
Nous développons ici le cas où les critères sont à maximiser.
Les données sont représentés sous la forme d'un tableau contenant {\displaystyle n\times q} évaluations. 
Chaque ligne correspond à une action et chaque colonne à un critère.
{\displaystyle {\begin{array}{|c|c|c|c|c|c|c|}\hline &f_{1}(.)&f_{2}(.)&...&f_{j}(.)&...&f_{q}(.)\\\hline a_{1}&f_{1}(_{a}{1})&f_{2}(a_{1})&...&f_{j}(a_{1})&...&f_{q}(a_{1})\\\hline a_{2}&f_{1}(a_{2})&f_{2}(a_{2})&...&f_{j}(a_{2})&...&f_{q}(a_{2})\\\hline ...&...&...&...&...&...&...\\\hline a_{i}&f_{1}(a_{i})&f_{2}(a_{i})&...&f_{j}(a_{i})&...&f_{q}(a_{i})\\\hline ...&...&...&...&...&...&...\\\hline a_{n}&f_{1}(a_{n})&f_{2}(a_{n})&...&f_{j}(a_{i})&...&f_{q}(a_{n})\\\hline \end{array}}}
Exemple : Choix d'un site
| Alternatives | Critère 1 (Binaire) | Critère 2 (Quantitatif) | Critère 3 (Qualitatif) |
| ------------ | ------------------- | ----------------------- | ---------------------- |
| Site A       | Oui                 | 28,5                    | Bon                    |
| Site B       | Oui                 | 12,9                    | Mauvais                |
| Site C       | Non                 | 32,4                    | Moyen                  |
| Site D       | Non                 | 18                      | Excellent              |

### Comparaison par paire
En premier, La comparaison sera faite paire par paire entre toutes les actions pour chaque critère :
{\displaystyle d_{k}(a_{i},a_{j})=f_{k}(a_{i})-f_{k}(a_{j})}
{\displaystyle d_{k}(a_{i},a_{j})} est la différence entre les évaluations de deux actions pour le critère{\displaystyle f_{k}} . Bien entendu, ces différences dépendent des échelles de mesure utilisées et ne sont pas toujours faciles à comparer pour le décideur.

### Degré de préférence
En conséquence, la notion de fonction de préférence est introduite pour traduire la différence dans un degré de préférence unicritère comme suit :
{\displaystyle \pi _{k}(a_{i},a_{j})=P_{k}[d_{k}(a_{i},a_{j})]}
Où {\displaystyle P_{k}:\mathbb {R} \rightarrow [0,1]} est une fonction de préférence positif non décroissante telle que {\displaystyle P_{j}(0)=0}.
Six différents types de fonction de préférence sont proposées dans la définition originale PROMETHEE. Parmi eux, la fonction linéaire unicritère la préférence est souvent utilisée en pratique pour des critères quantitatifs :
{\displaystyle P_{k}(x){\begin{cases}0,&{\text{if }}x\leq q_{k}\\{\frac {x-q_{k}}{p_{k}-q_{k}}},&{\text{if }}q_{k}<x\leq p_{k}\\1,&{\text{if }}x>p_{k}\end{cases}}}
où {\displaystyle q_{j}} and {\displaystyle p_{j}} sont respectivement l'indifférence et les seuils de préférence. La signification de ces paramètres est la suivante : lorsque la différence {\displaystyle d_{k}} est inférieure au seuil de l'indifférence {\displaystyle q_{j}}, elle est considérée comme négligeable par le décideur. Par conséquent, le degré unicritère de préférence correspondant est égal à zéro (il n'y a pas d'action préférée à l'autre). Si la différence dépasse le seuil de préférence {\displaystyle p_{j}}, elle est considérée comme significative. Par conséquent, le degré de préférence unicritère est égal à un (la valeur maximale). Lorsque la différence est entre les deux seuils, une valeur intermédiaire est calculée pour le degré de préférence en utilisant une interpolation linéaire.

### Fonctions de préférence PROMETHEE
- Usuelle (Usual)

{\displaystyle {\begin{array}{cc}P_{j}(d_{j})=\left\{{\begin{array}{lll}0&{\text{if}}&d_{j}\leq 0\\\\1&{\text{if}}&d_{j}>0\\\end{array}}\right.\end{array}}}
- en U (U-Shape)

{\displaystyle {\begin{array}{cc}P_{j}(d_{j})=\left\{{\begin{array}{lll}0&{\text{if}}&d_{j}\leq q_{j}\\\\1&{\text{if}}&d_{j}>q_{j}\\\end{array}}\right.\end{array}}}
- en V (V-Shape)

{\displaystyle {\begin{array}{cc}P_{j}(d_{j})=\left\{{\begin{array}{lll}{\frac {|d_{j}|}{p_{j}}}&{\text{if}}&d_{j}\leq p_{j}\\\\1&{\text{if}}&d_{j}>p_{j}\\\end{array}}\right.\end{array}}}
- Palier (Level)

{\displaystyle {\begin{array}{cc}P_{j}(d_{j})=\left\{{\begin{array}{lll}0&{\text{if}}&d_{j}\leq q_{j}\\\\{\frac {1}{2}}&{\text{if}}&q_{j}<d_{j}\leq p_{j}\\\\1&{\text{if}}&d_{j}>p_{j}\\\end{array}}\right.\end{array}}}
- Linéaire (Linear)

{\displaystyle {\begin{array}{cc}P_{j}(d_{j})=\left\{{\begin{array}{lll}0&{\text{if}}&d_{j}\leq q_{j}\\\\{\frac {|d_{j}|-q_{j}}{p_{j}-q_{j}}}&{\text{if}}&q_{j}<d_{j}\leq p_{j}\\\\1&{\text{if}}&d_{j}>p_{j}\\\end{array}}\right.\end{array}}}
- Gausienne (Gaussian)

{\displaystyle P_{j}(d_{j})=1-e^{-{\frac {d_{j}^{2}}{2s_{j}^{2}}}}}

### Degré de préférence multicritère
Lorsqu'une fonction de préférence a été associée à chaque critère par le décideur, toutes les comparaisons entre toutes les paires d'actions peut être effectué pour tous les critères. Un degré de préférence multicritère est ensuite calculé pour comparer globalement chaque couple d' action:  
{\displaystyle \pi (a,b)=\displaystyle \sum _{k=1}^{q}P_{k}(a,b).w_{k}}
Où {\displaystyle w_{k}} représente le poids du critère {\displaystyle f_{k}} (l'importance du critère en pourcentage, proche de 1 si très important, proche de 0 si très peu significatif). 

Il est supposé que {\displaystyle w_{k}\geq 0} et {\displaystyle \sum _{k=1}^{q}w_{k}=1}. Par conséquent, nous avons :  
{\displaystyle \pi (a_{i},a_{j})\geq 0}
{\displaystyle \pi (a_{i},a_{j})+\pi (a_{j},a_{i})\leq 1}

### Flux de préférence multicritère
Afin de positionner chaque action a par rapport à toutes les autres actions, deux grandeurs sont calculées :
{\displaystyle \phi ^{+}(a)={\frac {1}{n-1}}\displaystyle \sum _{x\in A}\pi (a,x)}
{\displaystyle \phi ^{-}(a)={\frac {1}{n-1}}\displaystyle \sum _{x\in A}\pi (x,a)}
le flux positif de préférence (ou flux sortant) {\displaystyle \phi ^{+}(a_{i})} quantifie la manière dont une action donnée {\displaystyle a_{i}} est globalement préférée à toutes les autres actions tandis que le flux négatif  de préférence(ou flux entrant) {\displaystyle \phi ^{-}(a_{i})} quantifie la manière dont une action donnée {\displaystyle a_{i}} est globalement préférée par toutes les autres actions.
Une action idéale aurait un flux positif de préférence égal à 1 et un flux négatif de préférence égal à 0. Les deux flux de préférence induisent généralement deux classements complets différents sur l'ensemble des actions. Le premier est obtenu en classant les actions en fonction des valeurs décroissantes de leurs scores de flux positifs. Le second est obtenu en classant les actions en fonction des valeurs croissantes de leurs scores de flux négatif. Le classement Prométhée I partiel est défini comme l'intersection de ces deux classements. En conséquence, une action {\displaystyle a_{i}} sera aussi bon que d'une autre action {\displaystyle a_{j}} si {\displaystyle \phi ^{-}(a_{i})\geq \phi ^{-}(a_{j})} et {\displaystyle \phi ^{+}(a_{i})\geq \phi ^{+}(a_{j})}

Les flux de préférence positif et négatif sont regroupés dans le flux net de préférence :
{\displaystyle \phi (a)=\phi ^{+}(a)-\phi ^{-}(a)}
Les conséquences directes de la formule précédente sont :
{\displaystyle \phi (a_{i})\in [-1;1]}
{\displaystyle \sum _{a_{i}\in A}\phi (a_{i})=0}
Le classement  Prométhée II complet est obtenu en ordonnant les actions selon les valeurs décroissantes des flux nets.

### Flux net unicritère
Selon la définition du degré de préférence multicritère, le flux net multicritère peuvent être décomposé comme ceci :
{\displaystyle \phi (a_{i})=\displaystyle \sum _{k=1}^{q}\phi _{k}(a_{i}).w_{k}}
Où :
{\displaystyle \phi _{k}(a_{i})={\frac {1}{n-1}}\displaystyle \sum _{a_{j}\in A}\{P_{k}(a_{i},a_{j})-P_{k}(a_{j},a_{i})\}}.
Le flux net unicritère, noté {\displaystyle \phi _{k}(a_{i})\in [-1;1]}, a la même interprétation que le flux net multicritère {\displaystyle \phi (a_{i})} mais il est limité à un seul critère.

### Représentation GAIA (geometrical analysis for interactive aid)
Toute action {\displaystyle a_{i}} peut donc être caractérisée par son vecteur :
{\displaystyle {\vec {\phi }}(a_{i})=[\phi _{1}(a_{i}),...,\phi _{k}(a_{i}),\phi _{q}(a_{i})]} dans un espace à {\displaystyle q} dimension.
Le plan GAIA est le plan principal obtenu en appliquant une Analyse en composantes principales à l'ensemble des actions dans cet espace.

## Classements PROMETHEE

### PROMETHEE I
PROMETHEE I est un classement partiel des actions.
La méthode PROMETHEE I consiste à classer les actions par flux entrant croissant et flux sortant décroissant :
- a P b (a préféré à b)  ssi    {\displaystyle \phi ^{+}(a)\geq \phi ^{+}(b)}  et  {\displaystyle \phi ^{-}(a)\leq \phi ^{-}(b)}  et au moins une des deux inégalités est stricte

- a I b (a indifférent à b )  ssi   {\displaystyle \phi ^{+}(a)=\phi ^{+}(b)}   et   {\displaystyle \phi ^{-}(a)=\phi ^{-}(b)}

- sinon a R b (a est préféré ou indifférent à b, préférence faible)

### Autre version
PROMETHEE II est un classement complet des actions.
La méthode PROMETHEE II consiste à classer les actions par flux net décroissant :
	a P b  ssi    {\displaystyle \phi (a)>\phi (b)}
	a I b   ssi   {\displaystyle \phi (a)=\phi (b)}